# Genuss Region Österreich
Genuss Region Österreich ist eine Dachmarke des österreichischen Bundesministeriums für Landwirtschaft, Regionen und Tourismus und der Agrarmarkt Austria Marketing GmbH.
Das Konzept sieht vor, eine Region gemeinsam mit den für sie typischen Produkten bzw. Lebensmitteln zu vermarkten. Die Regionen definieren Leitprodukte, die sie selbst auswählen.
Das Ziel dieser Marke besteht darin, die österreichische Landwirtschaft und Gastronomie zu unterstützen. Die Positionierung der Regionen Österreichs und ihrer Lebensmittelwirtschaft soll ebenso wie die traditionellen Lebensmittel der Bevölkerung besser sichtbar gemacht werden und Identitätsstiftend wirken.

## Geschichte und Organisation
Oberösterreich begann diese Initiative seitens des Agrarressorts bereits 2003 mit der Bezeichnung Genussland Oberösterreich.
Das Konzept wurde 2004 vom damaligen Bundesministerium für Land und Forstwirtschaft, Umwelt und Wasserwirtschaft und der AMA-Marketing für eine bundesweite Initiative entwickelt. Die Initiative stand anfangs unter der Leitung des damaligen österreichischen Landwirtschaftsministers Josef Pröll, mit seinerzeit 25 Regionen.
Für die Abwicklung und Organisation wurde von beiden Behörden 2008 ein Verein gegründet, die Genuss Regionen Marketing Gesellschaft und der Verein Genuss Region Österreich (GRÖ) mit der Verwaltung der vom Bundesministerium für Land- und Forstwirtschaft, Umwelt und Wasserwirtschaft und AMA-Marketing geschützten Marke beauftragt. Die GRM GenussRegionen Marketing GmbH übernahm die Betreuung der Genussregionen und ihrer – schon bei der Gründung – über 3.400 Lizenznehmer. In ihr waren der Dachverband (Verein), BÖG – Beste Österreichische Gastlichkeit, Regionalmanagement Österreich-Verein und diverse Agrarmarketingorganisationen der Länder Gesellschafter.
Per Mai 2008 gab es in Österreich 113 Genussregionen, seither sind nur wenige dazugekommen: Mit 22. Jänner 2013 wurde auf insgesamt 116 Regionen erweitert. Die Marke Genuss Region Österreich erreichte laut Umfrage im März 2019 einen Bekanntheitsgrad von über 88 %.
Seit 2019 ist für die Verwaltung der Marke sowie die Betreuung der Genuss Regionen die AMA-Marketing als Markeninhaberin im Einvernehmen mit dem Bundesministerium für Nachhaltigkeit und Tourismus zuständig.

## Wirtschaftliche und umweltpolitische Rahmenbedingungen
Der Lebensmittelsektor Österreichs hat einen Jahresumsatz von rund 50 Milliarden Euro (2008), das sind etwa 14 Prozent des Bruttoinlandsprodukts, und einen Produktionswert von über 7 Mrd. Euro (2010).
Mit den Leitprodukten wurden schon 2010 ein Umsatz von etwa 133 Millionen Euro lukriert, also 2 % der Gesamtwertschöpfung des Sektors, womit der Verbund zu den größten Organisationen der Branche in Österreich gehört.
Die Marke Genuss Region Österreich erreicht einen Bekanntheitsgrad von 75 %.
Die im Jahr 2012 116 registrierten Genussregionen umfassten ein Gebiet mehr als 65 % aller Gemeinden.
Obschon in Österreich nurmehr 3 % der Bevölkerung in der agrarischen Direktproduktion tätig sind, hängt etwa jeder sechste Arbeitsplatz unmittelbar von der Produktion, Verarbeitung und Handel in der Lebensmittelbranche ab. Die Initiative soll helfen, diesen bedeutenden Wirtschaftsfaktor national und international weiter zu fördern, so dass die Förderung des Bewusstseins für heimische Produkte – neben regionaler Nachhaltigkeit, etwa Erhalt von Kulturlandschaft und Tradition – auch direkte Wirtschaftsförderung ist, die ebenfalls direkt vor Ort greift, und insbesondere für strukturschwache oder entwicklungsbedürftige Zonen geeignet ist (ein Gutteil der Genussregionen sind LEADER-Projekte oder Raumplanungsregionen, Tourismus- bzw. andere Gemeindeverbände).
Auch wird ein Fünftel der verbrauchten Energie der Ernährung zugeordnet, womit das Programm in den Regionalisierungsbestrebungen der Österreichischen Klimaschutzinitiative steht (Maßnahmenbereich Landwirtschaft).
Die Maßnahme steht auch in Zusammenhang mit dem Bioaktionsplan des Lebensministeriums zum weiteren Ausbau der bedeutenden Stellung der biologischen Landwirtschaft in Österreich.
Außerdem dient sie über den Erhalt seltener heimischer Nutztier- und Pflanzenrassen der Biodiversität, wie auch dem Erhalt von agrarischem Wissen als Kulturgut.

## Leitlinien und Kriterien für eine Genussregion
Bei einer Genussregion, im Sinne der Markenstrategie, handelt es sich meist um eine ländliche Region, die ein kulinarisches Leitprodukt gewählt hat, das durch ihre Vermarkter, durch ihre Gastronomie und Landwirte, selbst vermarktet wird.
Genussregionen werden grundsätzlich entwickelt, um Agrarprodukte und Lebensmittel qualitativ aufzuwerten. Außerdem möchte man damit das Potential des ländlichen Raums verbessern und stärken. Genussregionen tragen dazu bei, ländliche Regionen bekannt zu machen und auch die jeweiligen Produkte hervorzuheben. Die Leistungen der Bauern, der verarbeitenden Betriebe und der Gastronomie in den Regionen sollen für die Konsumenten sichtbar gemacht werden. Die Genussregion Österreich ist eine geschützte Marke der Agrarmarkt Austria Marketing und des Bundesministeriums für Landwirtschaft, Regionen und Tourismus. Der Zusammenhang zwischen Kulturlandschaft und Lebensmittelproduktion wird dadurch sichtbar und nachvollziehbarer erlebbar gemacht.
Um als Genussregion in das Register aufgenommen zu werden, können verschiedene Organisationen, Körperschaften ebenso wie Einzelpersonen ansuchen, wie Gemeinden oder Verbände Ansuchen an den Bewirtschafter der Marke stellen.
Die wichtigste Voraussetzung einer Anerkennung bildet der Nachweis von historischen und traditionellen Hintergründen und Spezifikationen. Diese werden in der Folge auch in das österreichische Register der Traditionellen Lebensmittel übernommen, durch das kulinarisches Wissen, das seit mindestens drei Generationen oder 75 Jahren offengelegt ist, bei der Weltorganisation für geistiges Eigentum (WIPO) notifiziert wird.
Teilnahmebedingungen:
(auszugsweise)
- Um das Gebiet handelt es sich um eine geographisch definierte Region.
- Das Leitprodukt muss regionaltypisch sein und eine durch Spezifikation definierte hohe Qualität aufweisen.[22]
- Das Produkt muss im Register der Traditionellen Lebensmittel eingetragen sein.
- Für dieses Produkt kann auf nationaler Ebene um eine geschützte Herkunftsbezeichnung (g.U. oder g.g.A.) angesucht worden sein.
- Das Leitprodukt muss aus den lokalen Landwirtschaften oder Gewerbebetrieben stammen.

## Untermarken
Es gibt auch Untermarken dieser Dachmarke, wie beispielsweise Gutes aus meiner Region.
Während die Dachmarke Regionen, die aus ganzen Gemeinden bestehen, sind die Partner mit der Marke Gutes aus meiner Region landwirtschaftliche und kleingewerbliche Unternehmen, die ähnliche Bedingungen einhalten müssen.

## Ähnliche Marken
In einzelnen Bundesländern gibt es ähnliche Marken, die teilweise schon früher bestanden haben, deren Zielsetzung aber ähnlich ist, aber eigenständig agieren. So gibt es beispielsweise:
| Burgenland schmeckt          | Burgenland schmeckt          | von | Burgenland Tourismus                                              |
| Genussland Kärnten           | Genussland Kärnten           | vom | Verein Kärntner Agrarmarketing                                    |
| Genussland Oberösterreich    | Genussland Oberösterreich    | vom | Land Oberösterreich gemeinschaftlich mit Oberösterreich Tourismus |
| So schmeckt Niederösterreich | So schmeckt Niederösterreich | vom | Land Niederösterreich                                             |